# Emmanuel Milingo
Emmanuel Milingo (Mnukwa, 13 giugno 1930) è un arcivescovo cattolico zambiano, dimesso dallo stato clericale nel 2009.
Ha attirato l'attenzione dei media internazionali nel 2001 per essersi sposato con la coreana Maria Sung e, dopo aver ripudiato quel matrimonio, per essersi apertamente schierato nel 2006 contro le attuali norme del codice di diritto canonico che impongono il celibato ai sacerdoti cattolici di rito latino, fondando l'associazione Married Priests Now. Avendo successivamente ordinato dei vescovi senza mandato pontificio, è incorso nella scomunica latae sententiae nel 2006.
Non mostrando la volontà di tornare in comunione con la Chiesa cattolica e non avendo dato «prove dello sperato pentimento», è stato ridotto allo stato laicale il 17 dicembre 2009.

## Biografia
Emmanuel Milingo è nato a Mnukwa il 13 giugno 1930, figlio di Yakobe Milingo e Tomaida Lumbiwe.

### Infanzia e ordinazione
Ha studiato alla St. Mary's Presbyterial School di Chipata. Ha successivamente frequentato i seminari cattolici di Kasina e Kachebere.
È stato ordinato sacerdote il 13 agosto 1958, quindi inviato come parroco a Chipata dal 1963 al 1966, anno in cui ha fondato la Zambia Helpers Society. Dal 1966 al 1969 è stato segretario con incarico dei mass media della conferenza episcopale dello Zambia e nel 1969 ha fondato la congregazione delle Figlie del Redentore (Daughters of the Redeemer).

### Vescovo esorcista
Il 1º agosto 1969 ha ricevuto l'ordinazione episcopale da papa Paolo VI che il 29 maggio lo aveva nominato arcivescovo metropolita di Lusaka, capitale dello Zambia: Milingo era, in quel momento, il più giovane vescovo africano.
Negli anni settanta Milingo divenne famoso come esorcista e guaritore.
Il 6 agosto 1983 rinunciò all'arcidiocesi di Lusaka perché chiamato a Roma da papa Giovanni Paolo II. A Roma prestò la sua opera nel Pontificio Consiglio della Pastorale per i Migranti e gli Itineranti.
In Italia fece varie apparizioni in televisione e in radio, presiedendo messe di guarigione che attraevano migliaia di persone.
Nel 1994 incise il suo primo CD intitolato Gubudu gubudu prodotto da Aldo Azzaro e Laura Scoccia per la GENEPI edizioni musicali.  Nel Festival di Sanremo 1997 il conduttore Piero Chiambretti lo fece esibire come ospite, collegato in diretta da Roma, nella canzone "Kavundu vundu", che tratta degli anziani guerrieri che risorgono per insegnare ai giovani l'arte nella danza.
Questa canzone faceva parte di un secondo CD intitolato "Emanuel Milingo", che era stato pubblicato dalla casa discografica Pressing di Lucio Dalla, con l'arrangiamento e la produzione dei brani a cura di Francesco Yago Felleti e Gianluca Lo Presti e la collaborazione del suo arrangiatore ufficiale Aldo Azzaro.
Nel 1998 diresse, come co-regista assieme al giovane cartoonist italiano, Mario Verger, un film d'animazione autobiografico, con le musiche di Lucio Dalla arrangiate da Ron, dal titolo Milingo the Spirit of Africa, che lo portò nuovamente all'attenzione di giornali e TV.

### Il distacco dalla Chiesa cattolica
Nel 2001 divenne seguace del reverendo Sun Myung Moon, fondatore della Chiesa dell'unificazione, e domandò alla Chiesa cattolica di preoccuparsi maggiormente di risolvere il problema del celibato ecclesiastico:
( Milingo Accuses Catholics of Illicit Sex, omosexuality, in allAfrica.com, 8 agosto 2001.)
Il 27 maggio 2001 Milingo, all'età di 71 anni, sposò a New York la coreana Maria Sung, di 43 anni, in un matrimonio collettivo officiato dallo stesso Sun Myung Moon. La sposa di Milingo fu scelta dallo stesso Moon. La Santa Sede reagì irrogandogli la pena della sospensione a divinis, che gli impediva di celebrare i sacramenti. Padre Gabriele Amorth, il più importante esorcista cattolico, che conosceva Milingo, dichiarò che aveva subito un "lavaggio del cervello da parte della setta di Moon".

### Il ritorno
Il 7 agosto 2001 Milingo incontrò papa Giovanni Paolo II, e venne convinto a lasciare la moglie e ritornare alla Chiesa cattolica (tale matrimonio non era infatti valido per la Chiesa cattolica, mentre l'adesione alla setta di Moon configurava un abbandono della Chiesa sanabile solo dal Papa in quanto il soggetto è un Vescovo). Fu mediatore del suo riavvicinamento, per mandato dello stesso Papa, Tarcisio Bertone, allora segretario della Congregazione per la dottrina della fede. La pena della sospensione venne revocata.
In un'intervista rilasciata alla televisione italiana nel 2002, dichiarò che aveva passato un anno in preghiera, penitenza e meditazione in Argentina, in una delle cittadelle del Movimento dei Focolari, in località O'Higgins. Nel novembre 2003 fece un viaggio in Zambia nonostante l'opposizione della Chiesa cattolica e dei Vescovi locali. Dal 2004 al 2006 non fece annunci pubblici, e si ritirò in una casa  nelle vicinanze di Zagarolo, senza incarichi ufficiali del Vaticano.

### Il nuovo distacco
Il 12 luglio 2006, a sorpresa, è riapparso a Washington in una conferenza stampa, rivelando di essere tornato a fianco della moglie Maria Sung, di avere di nuovo incontrato il reverendo Moon e continuato a perorare la causa del matrimonio per il clero cattolico. Alla conferenza stampa hanno partecipato anche altri religiosi che si oppongono al celibato sacerdotale. L'8 settembre il cardinale Giovanni Battista Re lo ha invitato a scrivere una lettera di pentimento a papa Benedetto XVI entro il 15 ottobre per evitare di incorrere in una nuova sospensione a divinis.
Invece, secondo quanto riferito da agenzie stampa, il 24 settembre 2006 a Washington Milingo, senza il consenso del Pontefice, ha ordinato vescovi quattro sacerdoti statunitensi sposati e appartenenti all'associazione da lui recentemente fondata Married Priests Now: George Augustus Stallings Jr., autoproclamatosi capo della Congregazione cattolica afro-americana di Washington, Peter Paul Brennan, Patrick E. Trujillo e Joseph J. Gouthro. Il 26 settembre la Santa Sede ha comunicato di non riconoscere l'ordinazione episcopale dei quattro sacerdoti che hanno "attentato" al sacramento dell'Ordine sacro e dunque, ai sensi del canone 1382 del Codice di Diritto Canonico, sono incorsi, come Milingo, nella scomunica latae sententiae (cioè per il fatto stesso di aver compiuto l'azione). Secondo una nota dalla sala stampa vaticana, nei mesi successivi Milingo avrebbe consacrato altri vescovi, tra cui lo zambiano Luciano Anzanga Mbewe, oltre che svariati preti e diaconi già sposati al momento dell'ordinazione sacerdotale.
Il 13 febbraio 2007 il nome di Emmanuel Milingo è scomparso dall'Annuario Pontificio: fino ad allora il discusso prelato dello Zambia figurava come arcivescovo emerito di Lusaka.
Nell'ottobre 2007 lo Stato della Città del Vaticano ha revocato a Milingo il passaporto, che gli permetteva di viaggiare con lo status di diplomatico dello Stato della Città del Vaticano, godendo dell'immunità diplomatica.
Il 7 dicembre 2007, nella sua stanza d'albergo a San Paolo del Brasile, Milingo ha conferito l'ordinazione a diacono, presbitero e vescovo a Harold James Norwood, senza il consenso del Pontefice. Il 24 giugno 2009, nel Sasa Moto Conference Centre di Nairobi (Kenya), ha ordinato vescovo Daniel W. Kasomo, senza il consenso del Pontefice. Il 15 luglio 2009, a Massa, in Italia, ha ordinato vescovo Vitaliy Kuzhelnyi, già sacerdote della Chiesa greco-cattolica ucraina, senza il consenso del Pontefice.
Il 17 dicembre 2009 è stato dimesso dallo stato clericale, rimanendo integra anche la precedente pena della scomunica: in quell'occasione la sala stampa vaticana si è riferita a lui come "sig. Emmanuel Milingo", senza usare i titoli propri di un presbitero e di un vescovo, affermando che "la Chiesa conserva tuttavia la speranza nel suo ravvedimento".
Nonostante la dimissione dallo stato clericale e la scomunica, Milingo il 9 aprile 2011, nel Ruring'u Stadium a Nyeri (Kenya) ha ordinato vescovo Peter Njogu Kibutu, senza il consenso del Pontefice.

### Dopo il distacco
Ha continuato l'attività di capo della sua associazione, rinunciandovi nel marzo 2013 a favore dell'arcivescovo Peter Paul Brennan, della African Orthodox Church e della Ecumenical Catholic Diocese of the Americas.
In seguito ha vissuto in Corea del Sud, dalla quale è qualche volta tornato in Italia con visto turistico .

## Genealogia episcopale e successione apostolica
La genealogia episcopale è:
- Cardinale Scipione Rebiba
- Cardinale Giulio Antonio Santori
- Cardinale Girolamo Bernerio, O.P.
- Arcivescovo Galeazzo Sanvitale
- Cardinale Ludovico Ludovisi
- Cardinale Luigi Caetani
- Cardinale Ulderico Carpegna
- Cardinale Paluzzo Paluzzi Altieri degli Albertoni
- Papa Benedetto XIII
- Papa Benedetto XIV
- Papa Clemente XIII
- Cardinale Marcantonio Colonna
- Cardinale Giacinto Sigismondo Gerdil, B.
- Cardinale Giulio Maria della Somaglia
- Cardinale Carlo Odescalchi, S.I.
- Cardinale Costantino Patrizi Naro
- Cardinale Lucido Maria Parocchi
- Papa Pio X
- Papa Benedetto XV
- Papa Pio XII
- Cardinale Eugène Tisserant
- Papa Paolo VI
- Arcivescovo Emmanuel Milingo

La successione apostolica è:
- Cardinale Medardo Joseph Mazombwe (1971)

## Opere
- Precauzioni nel ministero della preghiera di liberazione, Brugherio, Parole Nuove, 1980.
- Gesù signore e salvatore, Milano, Lavinia, 1985.
- Contro Satana, Gardolo, Reverdito, 1989. ISBN 88-342-4027-8.
- Credere per guarire, Roma, Mediterranee, 1991.
- Faccia a faccia col diavolo. La caparbietà del diavolo, Milano, Insieme con Gesù, 1991.
- La pazienza dell'Africa, Milano, Insieme con Gesù, 1992. ISBN 88-86069-03-0.
- Il mio Dio è un Dio vivente, Milano, Insieme con Gesù, 1992. ISBN 88-86069-04-9.
- Fede e guarigione, Milano, Insieme con Gesù, 1992. ISBN 88-86069-05-7.
- Le mie preghiere non sono ascoltate..... Proposta per un cammino di preghiera e di vita cristiana, Milano, Insieme con Gesù, 1992. ISBN 88-86069-06-5.
- La gioia di essere salvati, Milano, Insieme con Gesù, 1992. ISBN 88-86069-07-3.
- La Chiesa degli spiriti è da condannare, Milano, Insieme con Gesù, 1992. ISBN 88-86069-08-1.
- Non dare la colpa a Dio!, Milano, Insieme con Gesù Alleluja, 1995. ISBN 88-86069-29-4.
- Dimensione del bene e del male. Catechesi per la nuova evangelizzazione, Udine, Edizioni Segno, 1997. ISBN 88-7282-241-6.
- Guaritore d'anime. La mia storia, la mia fede, con Renzo Allegri, Milano, Mondadori, 1997. ISBN 88-04-42523-7.
- Il mondo tra terra e cielo, Como, Lyra libri, 1997. ISBN 88-7733-205-0.
- Africa, con Peter Krawagna, Giorgio Cattani, Raffaele Fresu, Roma, Artemide, 1999. ISBN 88-86291-33-7.
- Una risposta al male, Roma, Di Renzo, 2000. ISBN 88-8323-021-3.
- Il tormento d'Africa, Padova, Messaggero, 2000. ISBN 88-250-0914-3.
- Il pesce ripescato dal fango. Conversazioni con Michele Zanzucchi, Cinisello Balsamo, San Paolo, 2002. ISBN 88-215-4789-2.
- Mia lettera a Dio, Sabaudia, 6 News, 2004.